# ویکی‌پدیای مالایالم
ویکی‌پدیای مالایالم نسخهٔ مالایالم زبان وب‌گاه ویکی‌پدیا است که در ۲۱ دسامبر ۲۰۰۲ ایجاد شد و در نوامبر ۲۰۱۰ به بیش از ۱۵٬۰۰۰ مقاله رسید.
تا تاریخ ۱۹ اوت ۲۰۱۱ این دانش‌نامه با بیش از ۱۹٬۳۰۰ مقاله در رتبهٔ هشتادوسوم ویکی‌پدیاها قرار داشت.